# Distretto di Kpi
Il distretto di Kpi è un distretto della Liberia facente parte della contea di Grand Kru.